# Circuito di Clermont-Ferrand
Il circuito di Clermont-Ferrand, noto anche come circuit de Charade, è un circuito automobilistico situato a Saint-Genès-Champanelle, vicino alla città omonima nella regione dell'Alvernia, in Francia. Il tracciato è disegnato lungo le pendici del vulcano Puy-de-Dome a una quota media di 800m s.l.m. Ha ospitato quattro edizioni del Gran Premio di Francia di Formula 1 (1965, 1969, 1970 e 1972) e undici del Gran Premio di Francia del Motomondiale (dal 1959 al 1964, dal 1966 al 1967 e dal 1972 al 1974).

## Storia
L'idea di un circuito sul luogo venne proposta già nel 1908 e dopo la prima guerra mondiale ma senza esito. Nel 1954 l'ASACA (Association Sportive de l'Automobile Club d'Auvergne), un gruppo di appassionati di Clermont-Ferrand capeggiati da Jean Auchataire, si impegnarono ad organizzare una competizione automobilistica lungo le strade della cittadina, da disputarsi nel luglio dell'anno seguente.
Tale circuito, dal disegno vagamente quadrangolare, avrebbe avuto la partenza in Avenue de Brézet, sarebbe proseguito lungo Avenue de l'Agriculture, svoltando all'incrocio e inserendosi su Boulevard St. Jean. Al successivo incrocio avrebbe di nuovo svoltato a destra per immettersi sulla sinuosa Avenue Jean Mermoz per proseguire ancora e, dopo altre due svolte a destra, riportarsi sul traguardo. Ma la Tragedia di Le Mans del 1955 avvenuta un mese prima dell'appuntamento portò al divieto di tutte le competizioni automobilistiche in Francia e perciò la gara non fu disputata.

### Il tracciato originale
Dietro la spinta della FFSA (la Federazione Francese dello Sport dell'Automobile), l'anno seguente l'ASACA iniziò gli studi di fattibilità per un tracciato sulle colline nei dintorni della città invece che nel centro abitato e subito si pensò di correre vicino al Puy-de-Dôme, più precisamente intorno al Puy de Charade e al Puy de Grave Noire, nei pressi del borgo di Charade. La prima proposta, formulata dal pilota Louis Rosier, già comprendeva gran parte di quello che sarebbe stato il tracciato definitivo, ma la carenza di spazio per i box e la tribuna principale portò alla seconda proposta, formulata dal presidente Auchataire, che estendeva il tracciato verso ovest fino ad attraversare i borghi di Thèdes e Manson.
Raymond "Toto" Roche, direttore di gara al Circuito di Reims, riuscì però a convincerli che attraversare i due centri abitati era una follia, perché non avrebbero mai avuto le autorizzazioni necessarie e che sarebbe stato molto meglio costruire appositamente il tratto di circuito ove collocare i box e la tribuna principale nella piccola valle tra la Roche Brune a ovest e il Puy de Charade a est, ottenendo così un tracciato intermedio tra i due precedentemente proposti. I lavori cominciarono nel maggio 1957 e l'inaugurazione si ebbe il 27 luglio 1958 con una gara di Formula 2 e la 3 Heures d'Auvergne per vetture Gran Turismo, che fu il primo Trophée d'Auvergne a disputarsi.
Misurava 8.055 metri, aveva 51 curve e, grazie alla marcata variazione altimetrica e alle caratteristiche delle sue curve, per certi versi ricordava il Nürburgring. Proprio per la difficile possibilità di garantire soccorsi in caso di incidente (fondamentalmente era una strada di montagna e non erano presenti ulteriori strade di servizio lungo la pista) venne abbandonato dalla Formula 1, destino che ancora una volta lo accomuna al tracciato tedesco. Durante l'edizione del 1972, l'abitudine di piloti a tagliare le curve provocò diverse forature dovute al passaggio delle ruote su tratti non asfaltati pieni di pietre e proprio una di queste fu raccolta dalle ruote della Lotus di Emerson Fittipaldi e scagliata contro il casco di Helmut Marko, che lo seguiva da vicino; ferito ad un occhio, il pilota austriaco dovette porre fine alla sua carriera. Persa la massima serie, fino al 1988 il circuito continuò ad essere utilizzato, nella versione originaria, per il Trophée d'Auvergne e per varie altre competizioni di Formula 3, vetture sport e turismo (l'ultima gara vi si tenne il 18 settembre di quell'anno).

### Il tracciato odierno
La lunghezza venne poi ridotta a 3.975 metri mediante la realizzazione di una bretella circa a metà del rettilineo dopo la prima curva; essa, dopo un secco tornante, si collega direttamente al tratto immediatamente successivo a Carrefour de Champeaux (la curva 10 in figura) mediante un tratto sinuoso (caratterizzato da tre chicane) e dalle forti pendenze che costeggiano la strada pubblica. Nel 1980 tre commissari di pista persero la vita sul tracciato, quando il loro posto di osservazione fu investito dalla vettura di un concorrente. Attualmente il circuito ospita una scuola di pilotaggio e gare minori.

## Descrizione
Il breve rettilineo di partenza era seguito da una secca curva a sinistra ad angolo retto che immetteva sul rettilineo più lungo, un tratto la cui pendenza aumentava sempre di più fino alla Courbe de Manson, un lungo tornante a destra in leggera salita. Questo tratto era stato realizzato appositamente per le competizioni e dopo la Courbe de Manson il circuito costeggiava la vecchia strada dal villaggio di Manson al borgo di Charade e un muro in cemento armato era posto a protezione di essa, per evitare che i concorrenti che avessero perso il controllo la invadessero. Il tracciato seguiva ancora in lieve salita un tratto veloce con curve ad ampio raggio e si innestava sulla viabilità ordinaria all'incrocio con l'ingresso al borgo di Charade (che non veniva attraversato), dove poco dopo il circuito scollinava per discendere gentilmente verso il tornante La Belvedere. Da qui in poi si dipanava il tratto più contorto del circuito, con curve strette, in discesa e in rapida successione, tra cui Les Jumeaux (una coppia di curve vicine dall'ingannevole somiglianza). Una volta superata questa parte, il circuito mostrava il suo tratto più veloce, caratterizzato da una lunga successione di curve velocissime e da un andamento quasi pianeggiante, interrotte solo dalla stretta combinazione sinistra-destra Virage de la Ferme (in comune col tracciato attuale) poche centinaia di metri prima del tornante Petit pont, dove la pista svoltava a sinistra risalendo il crinale. Il tratto finale comprende la veloce curva Tertre de Thèdes (dove cominciava la strada realizzata appositamente per il circuito) a inframmezzare altri tre tornanti, l'ultimo dei quali (la Virage Louis Rosier) presenta una forte pendenza verso l'interno e immette sul rettilineo del traguardo.

## Albo d'oro della Formula 1
| Anno        | Pilota                                           | Scuderia                                         |
| ----------- | ------------------------------------------------ | ------------------------------------------------ |
| 1965        | Jim Clark                                        | Lotus                                            |
| 1966 – 1968 | Disputato sui circuiti di Reims, Le Mans e Rouen | Disputato sui circuiti di Reims, Le Mans e Rouen |
| 1969        | Jackie Stewart                                   | Matra                                            |
| 1970        | Jochen Rindt                                     | Lotus                                            |
| 1971        | Disputato sul Circuito Paul Ricard               | Disputato sul Circuito Paul Ricard               |
| 1972        | Jackie Stewart                                   | Tyrrell                                          |

### Vittorie per pilota
| Vittorie | Pilota         | Anno(i)/Vettura           |
| -------- | -------------- | ------------------------- |
| 2        | Jackie Stewart | 1969/Matra - 1972/Tyrrell |
| 1        | Jim Clark      | 1965/Lotus                |
| 1        | Jochen Rindt   | 1970/Lotus                |

### Vittorie per scuderia
| Vittorie | Scuderia | Anno(i)/Pilota                     |
| -------- | -------- | ---------------------------------- |
| 2        | Lotus    | 1965/Jim Clark - 1970/Jochen Rindt |
| 1        | Matra    | 1969/Jackie Stewart                |
| 1        | Tyrrell  | 1972/Jackie Stewart                |